# Domaine Besson
Pour les articles homonymes, voir Besson.
Le château Besson est situé sur la commune de Givry en Saône-et-Loire.

## Historique
Le domaine, propriété privée, ne se visite pas. Son colombier et son cellier sont inscrits au titre des monuments historiques depuis le 8 août 1997.